# Melanonotus powellorum
Melanonotus powellorum är en insektsart som beskrevs av Rentz, D.C.F. 1975. Melanonotus powellorum ingår i släktet Melanonotus och familjen vårtbitare. Inga underarter finns listade i Catalogue of Life.